# Escondeaux
Escondeaux település Franciaországban, Hautes-Pyrénées megyében. Lakosainak száma 281 fő (2022. január 1.). Escondeaux Rabastens-de-Bigorre, Bazillac, Dours, Lacassagne, Lescurry, Tostat és Chis községekkel határos.

## Népesség
A település népességének változása:
| Lakosok száma | 270  | 279  | 285  | 281  | 281  | 282  | 282  | 281  | 281  |
|               | 2013 | 2015 | 2016 | 2017 | 2018 | 2019 | 2020 | 2021 | 2022 |